# Satomi Koike
Satomi Koike (japanisch 小池 里美 Koike Satomi; * 19. Oktober 1950 in Fujimi) ist eine ehemalige japanische Eisschnellläuferin.

## Werdegang
Koike nahm von 1968 bis 1974 an nationalen Wettbewerben teil und wurde dabei im Jahr 1970 japanische Juniorenmeisterin im Mini-Mehrkampf. Zudem errang sie bei japanischen Meisterschaften dreimal den dritten Platz und siegte im Jahr 1971 im Mini-Mehrkampf. International trat sie erstmals bei der Mehrkampf-Weltmeisterschaft 1971 in Helsinki in Erscheinung, wo sie den 11. Platz im Mini-Mehrkampf errang. Im folgenden Jahr belegte sie in Sapporo bei ihrer einzigen Teilnahme an Olympischen Winterspielen den 12. Platz über 3000 m und den 11. Rang über 1500 m. Letztmals international startete sie in der Saison 1972/73. Dabei lief sie bei der Sprintweltmeisterschaft 1973 in Oslo auf den 14. Platz und bei der Mehrkampf-Weltmeisterschaft 1973 in Strömsund auf den 15. Rang im Mini-Mehrkampf.

## Erfolge

### Olympische Spiele
- 1972 Sapporo: 11. Platz 1500 m, 12. Platz 3000 m

### Mehrkampf-Weltmeisterschaften
- 1971 Helsinki: 11. Platz Mini-Mehrkampf
- 1973 Strömsund: 15. Platz Mini-Mehrkampf

### Sprint-Weltmeisterschaften
- 1973 Oslo: 14. Platz Sprint-Mehrkampf

## Persönliche Bestleistungen
| Disziplin | Zeit        | Datum            | Ort       |
| --------- | ----------- | ---------------- | --------- |
| 500 m     | 45,6 s      | 9. Dezember 1973 | Matsumoto |
| 1000 m    | 1:31,7 min  | 23. Januar 1972  | Matsumoto |
| 1500 m    | 2:18,7 min  | 30. Januar 1971  | Inzell    |
| 3000 m    | 4:54,5 min  | 30. Januar 1971  | Inzell    |
| 5000 m    | 11:32,7 min | 13. Januar 1968  | Koumi     |